# SN 2008dl
SN 2008dl – supernowa typu Ia odkryta 14 maja 2008 roku w galaktyce A151930+4853. W momencie odkrycia miała maksymalną jasność 22,20m.